# Supercoppa del Belgio 1981
La Supercoppa del Belgio 1981 (in francese Supercoupe de Belgique, in fiammingo Belgische Supercup) è stata la 3ª edizione della Supercoppa del Belgio di calcio.
La partita fu disputata dal Anderlecht, vincitore del campionato, e dallo Standard Liegi, vincitore della coppa.
L'incontro si giocò il 12 agosto 1981 nello Constant Vanden Stock Stadium di Anderlecht e vinse lo Standard Liegi, al suo primo titolo ai tiri di rigore, dopo che finì 0-0 alla fine dei tempi supplementari.

## Tabellino
| Anderlecht 12 agosto 1981                    | Anderlecht           | 0 – 0 (d.t.s.) | Standard Liegi | Constant Vanden Stock Stadium |
| \| \| \| \| \| \| Tiri di rigore 1 – 3 \| \| |                      |                |                |                               |
|                                              |                      |                |                |                               |
|                                              | Tiri di rigore 1 – 3 |                |                |                               |